# Tramway de Tampere
Le tramway de Tampere (finnois : Tampereen ratikka) est un tramway de l'agglomération de Tampere en Finlande.

## Projet
Des études sur la viabilité d'un système de tramway à Tampere sont menées depuis 2001 dans le cadre de plans régionaux de transports publics parallèlement à des solutions ferroviaires et de bus,.
Le 7 novembre 2016, le conseil municipal de Tampere approuve le lancement de la première phase du projet de construction du tramway qui devrait être achevée au printemps 2021 (centre-ville à Hervanta et TAYS),,.
La longueur du système de tramway sera de 17,6 kilomètres en phase 1, de 24,2 km en phase 2 et de 43 km en phase 3. 
Le coût total du système devrait s'élever à 298 millions €.

### Maîtrise d’œuvre
La maîtrise d’œuvre de la construction du tramway est assurée par l'Alliance du Tram, un consortium formé par Pöyry (fi), NRC Group Finland (fi) et YIT. 
La construction a commencé par des travaux préparatoires à la suite de la décision du conseil à la fin de 2016, et la construction proprement dite des voies a commencé en janvier 2017.

### Phase 1

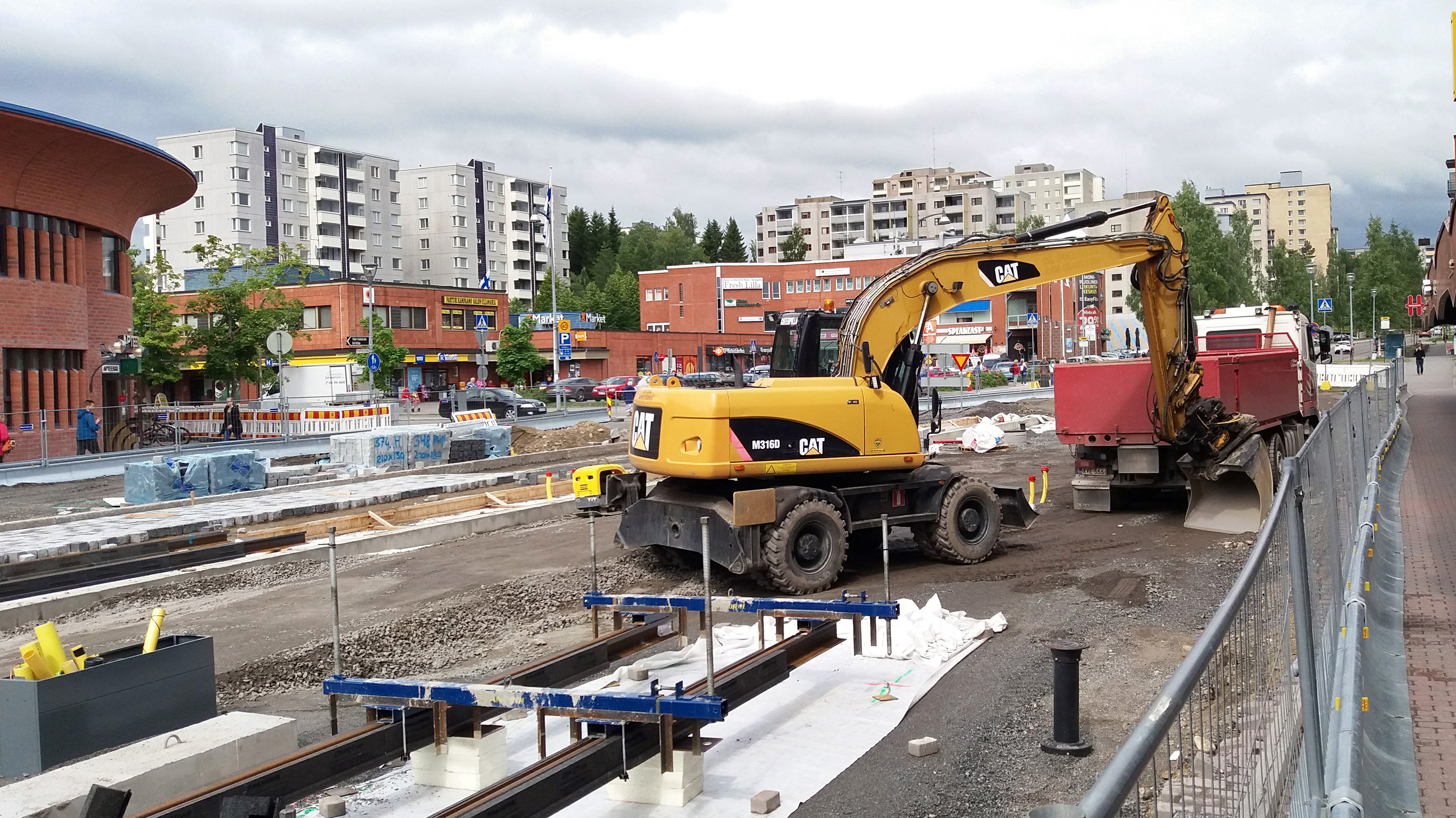
Construction du tram à Hervanta.

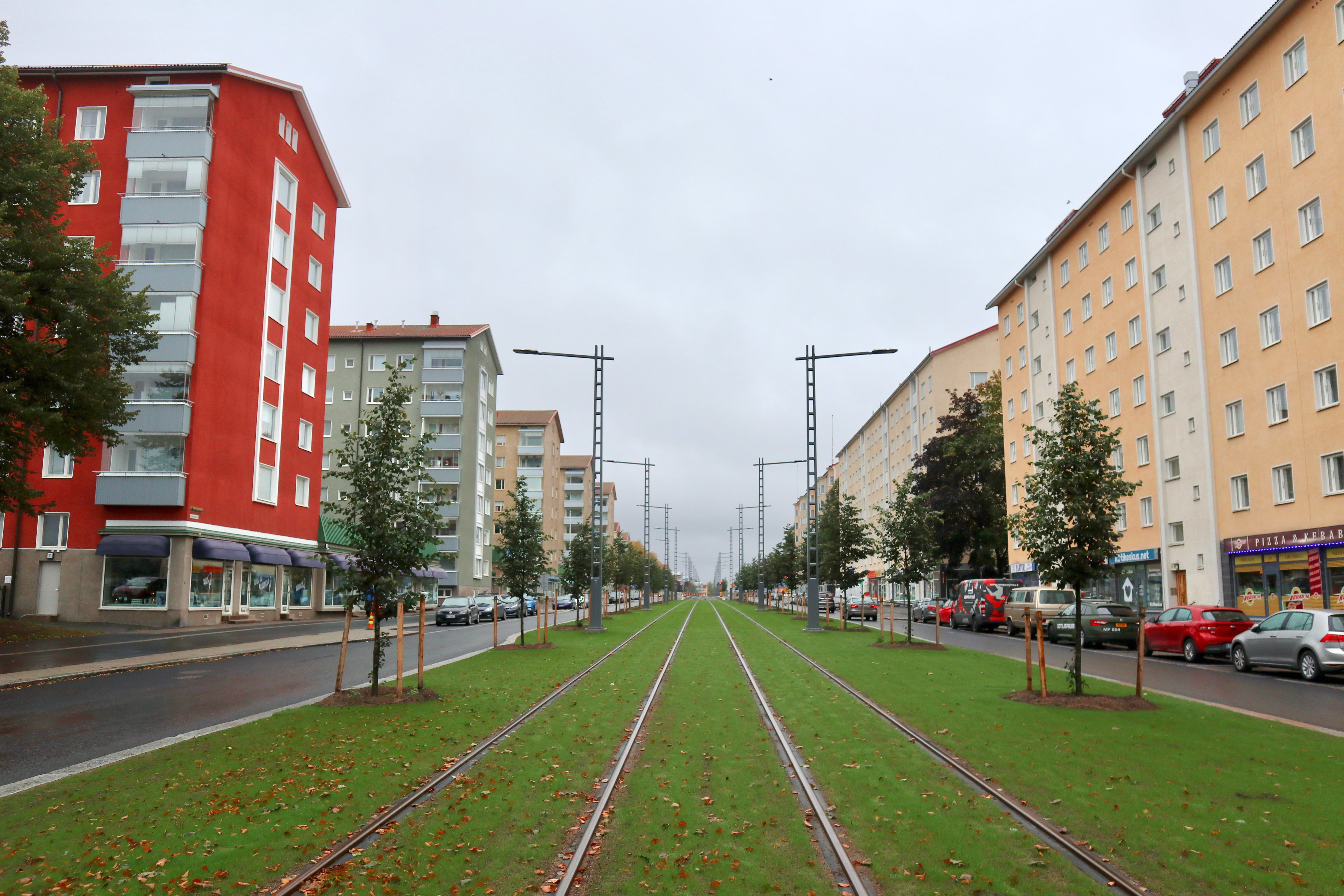
Le tram dans la rue Sammonkatu à l'automne 2019.

Les travaux ont commencé par Insinöörinkatu, la voie rapide d'Hervanta et Itsenäisyydenkatu. 
Plus tard dans l'année, les travaux ont progressé sur Hämeenkatu, Pirkankatu, Sammonkatu, Tekunkatu, Hermiankatu et le site du dépôt d'Hervanta.
Les premières voies de tram à Tampere ont été posées à l'intersection d'Insinöörinkatu et de Kanjoninkatu le 18 mai 2017. 
Un pont a été construit sur Kekkosentie et plusieurs anciens ponts ont été modifiés pour les adapter au tramway.
Au total, environ un kilomètre de tramway a été achevé en 2017.
En 2018, les travaux de construction ont continué sur presque toutes les sections restantes de la première phase, telles que Teiskontie, l'extrémité est de Hämeenkatu, Hämeenpuisto et Ensitie. 
2018 a été l'année la plus chargée pour la construction du tramway, et près de cinq kilomètres de voies ont été achevées.
Début 2019, les premières caténaires ont été suspendues le long de la voie rapide d'Hervanta et d'Insinöörinkatu. 
Les travaux de construction de la ligne ont également commencé dans le quartier d'Hervantajärvi.
Le tronçon de voie allant du dépôt Hervanta à l'arrêt de Turtola est achevé au printemps 2020, et des essais ont été réalisés sur ce tronçon à l'aide d'un tram venant d'Allemagne.
L'ensemble des travaux de la première phase de la voie a été achevé en octobre 2020. 
Les travaux de construction de la première phase seront achevés d'ici la fin de l'année, lorsque les essais commenceront sur toutes les sections de voie.
La première phase de construction concerne deux lignes d'une longueur totale de 17 km pour 24 arrêts:
- ligne 3 : Hervanta–Pyynikintori (11,53 km), puis connexion au dépôt (1 km)
- ligne 1 : Sorin aukio–Hôpital universitaire de Tampere (4,74 km)

Les lignes 1 et 3 ouvraient le 9 août 2021.

### Phase 2
La seconde phase de construction devrait débuter en 2021 et se terminer en 2024.
La ligne relira :
- ligne 3 : Pyynikintori à Lentävänniemi.

### Phase 3
La phase 3 permettra de relier, après 2025, l'ensemble à Koilliskeskus, Ojala (fi)-Lamminrahka et Pirkkala.
À la fin de la phase 3, le plan des lignes du tram de Tampere sera conforme au plan initial.

## Matériel roulant

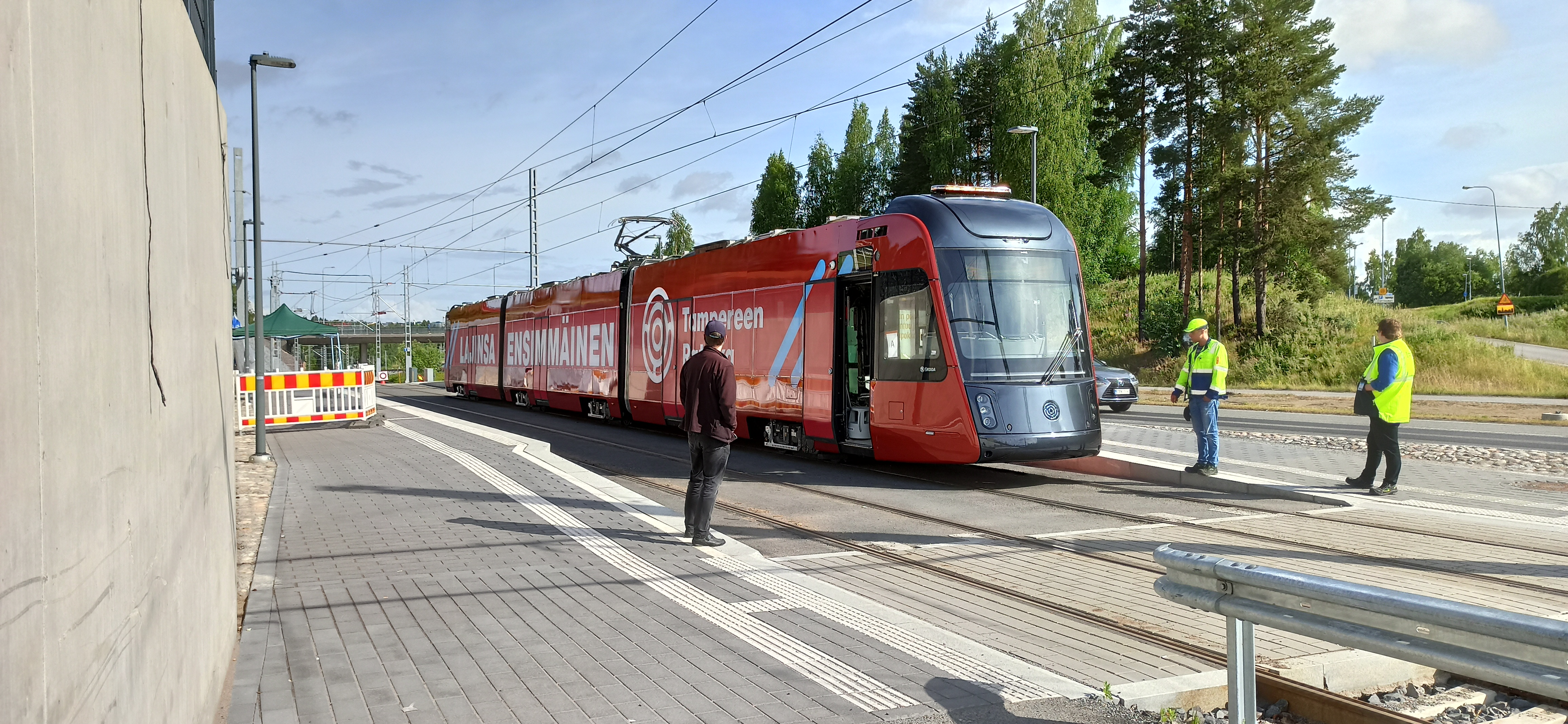
Rame Articx34 à Tampere.

Le matériel roulant sera construit par Transtech (fi) qui en a terminé la conception en 2018,. Il s'agit de 19 rames du type Škoda ForCity Smart Artic à longueur de 37,3 mètres et largeur de 2,65 mètres, offrant 104 places assises et une capacité de 264 voyageurs au total. En 2022, cinq autres rames sont commandés.